# قلعه آماگیری
قلعه آماگیری (به ژاپنی: 天霧城, Amagiri-jō) یک قلعه ژاپنی بود که در زنتسوجی، کاگاوا در استان کاگاوا در ژاپن قرار داشت. این قلعه به خاندان کاگاوا و خاندان چوسوکابه تعلق داشت.